# 大樋美術館
大樋美術館（おおひびじゅつかん）は、石川県金沢市橋場町にある個人美術館である。大樋焼歴代作品を中心とした、茶道具類の展示をしている。隣接する大樋ギャラリーでは、大樋陶冶斎（十代 長左衛門）、十一代 大樋長左衛門（年雄）の作品等の販売も行っている。

## 概要
開館は1990年秋。大樋長左衛門窯の敷地内に位置する。初代 長左衛門から現代にいたるまでの大樋焼歴代作品だけではなく、これまで訪れた文化人や芸術家が大樋工房で制作した作品などを展示している。
現在、名誉館長は大樋陶冶斎で、館長は十一代 大樋長左衛門。常設展示を行う3つの展示室を擁し、第一室では初代 長左衛門と裏千家四世仙叟宗室の作品を、第二室では大樋焼歴代の作品を、第三室では大樋家と関わった文化人や芸術家などが残していった作品や資料を公開している。その他、時期に応じて陶磁芸術に関する特別展を開催している。
1993年に併設された「大樋ギャラリー」(新建築 1993.2)では、大樋陶冶斎（十代 長左衛門）、十一代 大樋長左衛門（年雄）作品が購入できる。茶室「年々庵」では抹茶と和菓子を嗜むことができる（有料）。
美術館の外壁は、十代 大樋長左衛門（陶冶斎）作の陶壁。前庭「風庭」は勅使河原宏の設計。
ミシュランガイドでは個人美術館では例のない一つ星の認定を受けている。
2014年春、建築家隈研吾の設計によりギャラリー、茶室などが大規模にリニューアルされる。今までの重厚で単調だった鉄骨空間を改め、竹や和紙などの地元の自然素材を巧みに取り入れた現代的な和の空間として生まれ変わった。千住博による襖絵や堀木エリ子の和紙照明など新しい茶室空間の提案を行っている。大樋ギャラリーでは、大樋陶冶斎（十代 長左衛門）、十一代 大樋長左衛門（年雄）が制作した作品、また両者のプロデュースによる（大樋セレクション）新たな提案が展示されている。茶室「年々庵」では、歴代茶碗で抹茶を喫することもできる。
同年11月29日、めいてつ・エムザ（現・金沢エムザ）「黒門小路」にて、大樋美術館のアンテナショップもオープンしている。

## 邸内施設

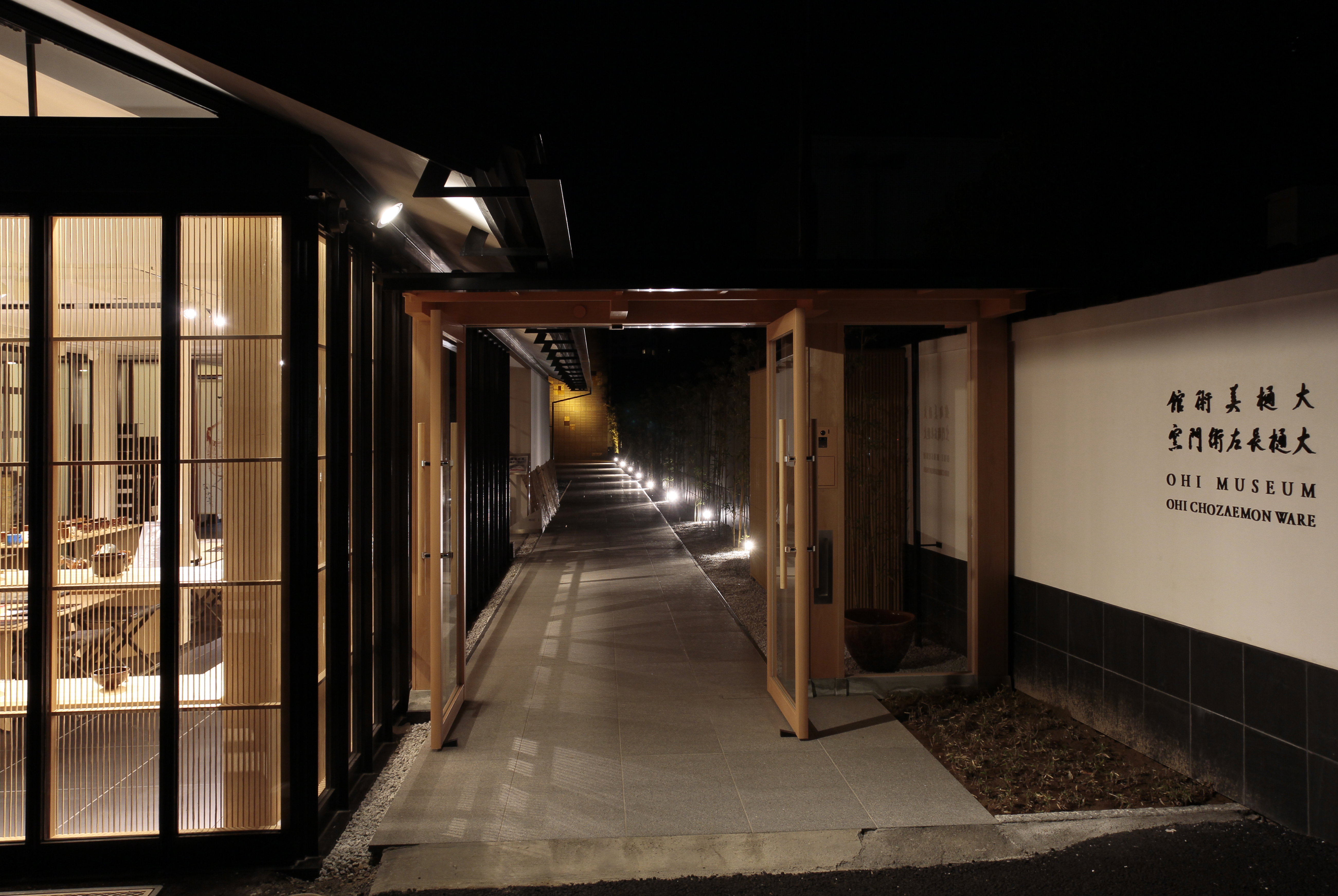
前庭「風庭」設計：勅使河原宏

- 「大樋長左衞門邸」（旧加賀藩医森快安邸・金沢市指定保存建造物）[1]
- 「松濤庭」（前田家十八代 前田利祐命名）
- 「折鶴の松・赤松」（金沢市指定保存樹）
- 「寺塔蹲」（能登・明泉寺五重塔旧寺塔）
- 「茶室 芳土庵」（裏千家十一代 玄々斎家元命名）
- 「茶室 陶土軒」（裏千家十五代 鵬雲斎家元設計・命名）
- 「茶室 松濤間」（前田家十八代 前田利祐命名）
- 「茶室 年々庵」（隈研吾氏設計/裏千家十五代 鵬雲斎家元命名/日本画家 千住博襖絵）
- 「大樋ギャラリー及び庭園」（隈研吾設計/堀木エリ子和紙照明）
- 「大樋美術館前庭・風庭」(草月流三代 勅使河原宏家元設計・命名)

## 主な所蔵品
- 大樋琥珀釉茶碗　銘「橙」 （初代大樋長左衛門）
- 大樋琥珀釉茶碗　銘「聖」 （初代大樋長左衛門）
- 大樋釉海老摘手付水指 （初代大樋長左衛門・石川県指定文化財）
- 飴釉茶碗　銘「金城霊沢」　（二代大樋長左衛門）

## アクセス
JR西日本金沢駅から徒歩約25分。北鉄バス橋場町下車1分。

## 近隣施設
- 兼六園
- 東山ひがし
- 金沢21世紀美術館
- 森八
- 近江町市場